# Follow me (沢口靖子の曲)
「Follow me」（フォロー ミー）は、沢口靖子の5枚目のシングル。1988年2月25日に東芝EMI / EASTWORLDから発売された。

## 解説
沢口自身が主演したTBS系テレビドラマ『痛快!ロックンロール通り』の挿入歌に起用された。
沢口の歌手活動は現時点で本作が最後となっている。

## 収録曲
| 全作詞: 川村真澄、全作曲: 小室哲哉、全編曲: 大村雅朗。 |                  |          |            |
| #                                                      | タイトル         | 作詞     | 作曲・編曲 |
| 1.                                                     | 「Follow me」    | 川村真澄 | 小室哲哉   |
| 2.                                                     | 「ひかりの素顔」 | 川村真澄 | 小室哲哉   |

## タイアップ
| # | 曲名          | タイアップ                                         | 出典 |
| - | ------------- | -------------------------------------------------- | ---- |
| 1 | 「Follow me」 | TBS系テレビドラマ『痛快!ロックンロール通り』挿入歌 |      |